# Li Dan (pirata)
Li Dan o Andrea Dittis (?-1625) fue un destacado comerciante, pirata y figura política china de principios del siglo XVII, originario de Quanzhou, en la provincia de Fujian .

## Biografía
Li operó fuera de Manila durante un tiempo antes de mudarse a Hirado, en Japón, y convertirse en parte del comercio shuinsen, con una licencia formal con el sello bermellón del shogunato Tokugawa. Se desempeñó como jefe de la comunidad china en Hirado y mantuvo una residencia en el sector inglés de la ciudad. 
Pedro Yan Shiqi habría sido el segundo al mando de Li Dan. Después de su muerte, el negocio de Li Dan fue heredado por el pirata chino Zheng Zhilong, junto con su papel dentro de la comunidad pirata.